# 8794 Joepatterson
8794 Joepatterson este un asteroid din centura principală de asteroizi.

## Descriere
8794 Joepatterson este un asteroid din centura principală de asteroizi. A fost descoperit pe 6 martie 1981 la Siding Spring de Schelte J. Bus. Asteroidul prezintă o orbită caracterizată de o semiaxă mare de 2,26 ua, o excentricitate de 0,22 și o înclinație de 5,7° în raport cu ecliptica.